# 展莊叔
展庄叔（?—?），中国春秋时期鲁国政治人物，姬姓，展氏。
前545年，庆封逃亡到鲁国。庆封把车子献给季武子，车子美丽光亮可作镜子。展庄叔进见季武子，说：“车很光亮，人必然憔悴，无怪乎他要逃亡了。”前544年，范献子来鲁国聘问，拜谢在杞国筑城。鲁襄公设享礼招待他，展庄叔拿着束帛。